# Juan Vélez de Guevara
Juan Crisóstomo Vélez de Guevara (Madrid, 1611 – 1675) è stato un drammaturgo spagnolo, vissuto nel cosiddetto periodo del Secolo d'Oro della letteratura spagnola.
Figlio di Luis Vélez de Guevara, fece carriera in magistratura. È noto soprattutto per il dramma El mancebón de los palacios o agraviar para alcanzar (1668) e per la commedia I sette figli di Lara (1651).